# Partido Primero el Pueblo
El Partido Primero el Pueblo (en chino simplificado: 親民黨; en pinyín: Qīnmín Dǎng; en pe̍h-ōe-jī: Chhin-bîn-tóng; en inglés: People First Pary) abreviado como PFP por su denominación inglesa, es un partido político taiwanés de ideología conservadora liberal y reunificacionista fundado el 31 de marzo de 2000 por el candidato presidencial James Soong, que había quedado segundo en las elecciones presidenciales de ese año contra Chen Shui-bian, del Partido Progresista Democrático (DPP), relegando al gobernante Kuomintang al tercer puesto por primera vez y sacándolo del gobierno. Apoyó a Lien Chan en las elecciones de 2004, sin éxito.
A pesar de su irrupción en la política taiwanesa con altos niveles de intención de voto, desde derrota en la renovación legislativa de 2001, cuando formó la Coalición Pan-Azul con el Kuomintang, este ha comenzado a recuperar su terreno absorbiendo la mayor parte del voto del PFP, por lo que ahora es solo un partido minoritario de la coalición contraria a la independencia. Soong continúa siendo presidente de la formación.

## Resultados electorales

### Elecciones presidenciales
| Elección | Candidato   | Compañero de fórmula | Votos totales | Porcentaje de votos | Resultado  |
| -------- | ----------- | -------------------- | ------------- | ------------------- | ---------- |
| 2000a    | James Soong | Chang Chau-hsiung    | 4.664.932     | 36,84%              | Perdida No |
| 2004b    | Lien Chan   | James Soong          | 6.442.452     | 49,89%              | Perdida No |
| 2012     | James Soong | Lin Ruey-shiung      | 369.588       | 2,77%               | Perdida No |
| 2016     | James Soong | Hsu Hsin-ying        | 1.576.861     | 12,80%              | Perdida No |
| 2020     | James Soong | Sandra Yu            | 608.590       | 4,26%               | Perdida No |

a Candidato independiente. El PFP apoyó su candidatura.
b Apoyó al candidato del Kuomintang.

### Elecciones legislativas
|  | 18.57 % |

|  | 13.90 % |

|  | 0.29 % |

|  | 5.49 % |

|  | 6.52 % |

|  | 3.66 % |